# Reto Diezi
Reto Diezi (* 1949 in Zürich) ist ein ehemaliger Schweizer Sprinter.

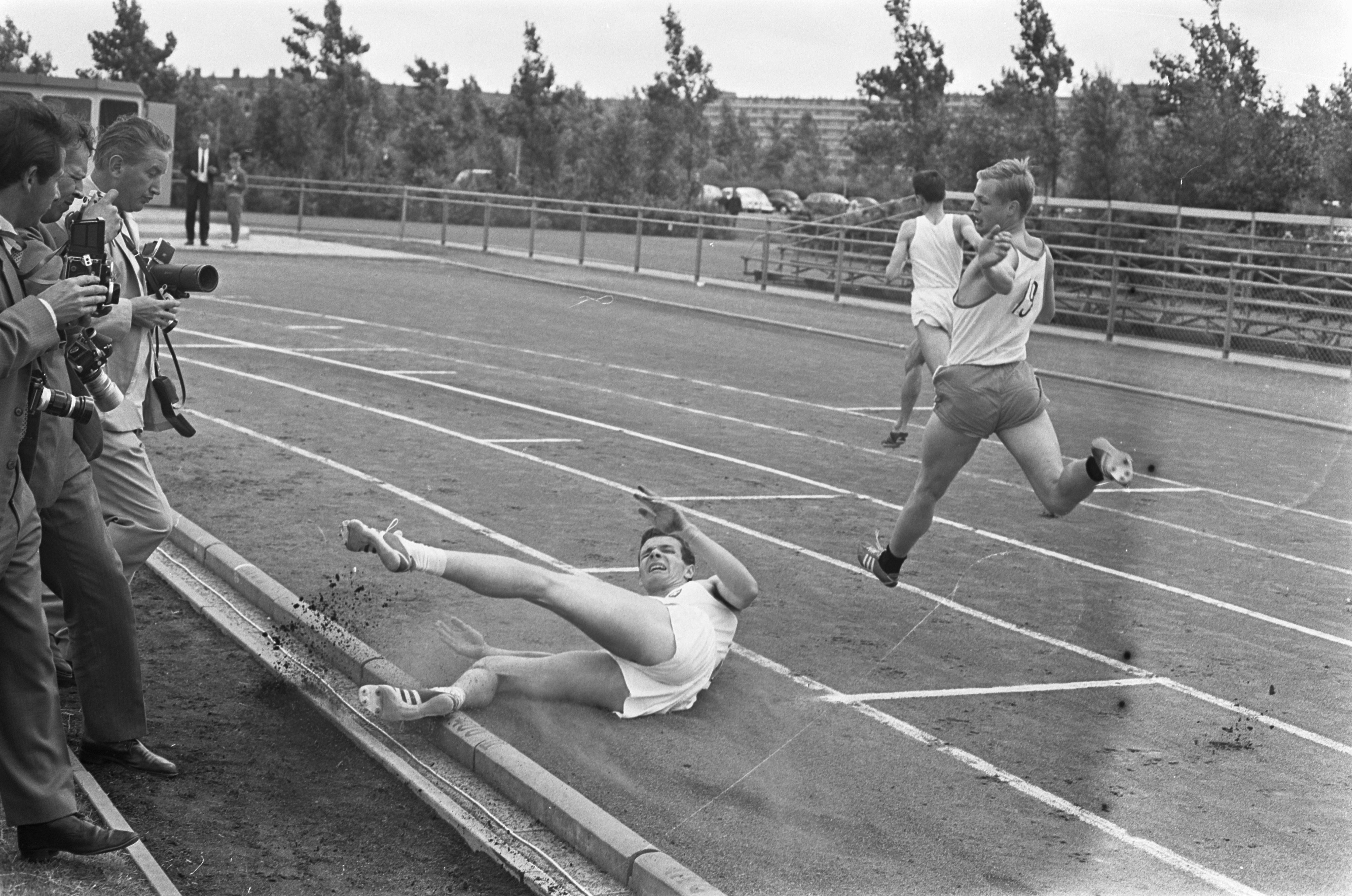
Reto Diezi zu Boden gestürzt (1967)

## Werdegang
1968 stellte Diezi mit 5,7 s in der Halle einen Schweizer Rekord im 50-Meter-Lauf auf. Ein Jahr später stellte er den Schweizer Freiluft-Rekord im 100-Meter-Lauf mit 10,2 s ein, den Hansruedi Wiedmer 1968 aufgestellt hatte. 1971 verbesserte die Schweizer 4-mal-100-Meter-Staffel mit Marcel Kempf, Diezi, Fabrizio Pusterla und Peter Hölzle in Genf den Schweizer Rekord auf 39,9 s. In den nächsten Jahren gehörte Diezi zu der Staffel des LC Zürich, die den Vereinsrekord von 1972 bis 1974 viermal verbesserte. Am 16. August 1974 unterbot dann auch die Vereinsstaffel der Zürcher mit 39,90 s die 40-Sekunden-Grenze. Hinter Marcel Kempf und Reto Diezi liefen Peter Muster und Erol Yanku. 1973 gewann Diezi den Titel eines Schweizer Meisters im 100-Meter-Lauf. Nach seiner Karriere als Sprinter war er zwei Jahre lang Bobfahrer für die Mannschaft aus Davos. Er trainierte auf der Bobbahn von St. Moritz.
1980 wurde er an der Universität Zürich in Wirtschaftswissenschaften promoviert. Er ist als Coach und Consultant in der Schweiz tätig.